# Pettenasco
Pettenasco (piemontiul: Pitnasch) település Olaszországban, Piemont régióban, Novara megyében. Lakosainak száma 1340 fő (2023. január 1.). Pettenasco Miasino, Orta San Giulio, Armeno, Omegna, Pella és Nonio községekkel határos.

## Népesség
A település lakossága az elmúlt években az alábbi módon változott:
| Lakosok száma | 1367 | 1394 | 1380 | 1340 |
|               | 2008 | 2017 | 2018 | 2023 |